# Koeficient šikmosti

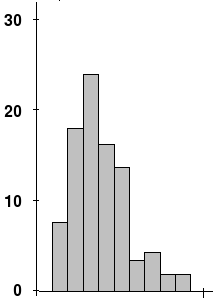
Příklad asymetrického rozdělení s kladnou šikmostí.

Koeficient šikmosti je charakteristika rozdělení náhodné veličiny, která popisuje jeho nesymetrii. Označuje se symbolem {\displaystyle \gamma _{1}}.

## Definice
Koeficient šikmosti je definován jako
{\displaystyle \gamma _{1}={\frac {\mu _{3}}{\sigma ^{3}}}={\frac {\operatorname {E} [X-\operatorname {E} (X)]^{3}}{(\operatorname {var} \,X)^{3/2}}}},
kde {\displaystyle \mu _{3}} je třetí centrální moment, {\displaystyle \sigma } je směrodatná odchylka, {\displaystyle \operatorname {E} (X)} je střední hodnota a {\displaystyle \operatorname {var} \,X} je rozptyl.

## Vlastnosti
Nulová šikmost značí, že hodnoty náhodné veličiny jsou rovnoměrně rozděleny vlevo a vpravo od střední hodnoty. Kladná šikmost značí, že vpravo od průměru se vyskytují odlehlejší hodnoty nežli vlevo (rozdělení má tzv. pravý ocas) a většina hodnot se nachází blízko vlevo od průměru. U záporné šikmosti je tomu naopak.
Symetrická rozdělení včetně normálního rozdělení mají šikmost nula.
Pro rozdělení s kladnou šikmostí obvykle platí, že jeho modus je menší nežli medián a ten je menší nežli střední hodnota. Pro zápornou šikmost opět naopak.

## Výběrový koeficient šikmosti
Výběrový koeficient šikmosti je definován vzorcem
{\displaystyle g_{1}={\frac {m_{3}}{m_{2}^{3/2}}}={\sqrt {n}}{\frac {\sum _{i=1}^{n}(x_{i}-{\overline {x}})^{3}}{\left(\sum _{i=1}^{n}(x_{i}-{\overline {x}})^{2}\right)^{\frac {3}{2}}}}},
kde {\displaystyle {\overline {x}}} je výběrový průměr, {\displaystyle m_{2}} je výběrový rozptyl a {\displaystyle m_{3}} je třetí výběrový centrální moment.
Tento odhad je vychýlený. Méně vychýlené odhady dostaneme, když místo výběrových centrálních momentů použijeme nevychýlené odhady centrálních momentů:
{\displaystyle {\begin{aligned}G_{1}={\frac {M_{3}}{M_{2}^{3/2}}}&={\frac {\sqrt {n(n-1)}}{n-2}}g_{1}\\b_{1}={\frac {m_{3}}{M_{2}^{3/2}}}&=\left({\frac {n-1}{n}}\right)^{3/2}g_{1}\end{aligned}}}
Pro rozptyly těchto odhadů platí {\displaystyle \operatorname {var} \,b_{1}<\operatorname {var} \,g_{1}<\operatorname {var} \,G_{1}}.